# Justice climatique en France
Pour un article plus général, voir Justice climatique.
La justice climatique en France désigne à la fois les actions (politiques, manifestations, etc.) en France se réclamant de la justice climatique en tant qu'approche éthique et politique – ainsi que les affaires judiciaires liées à ces actions.

## Contexte

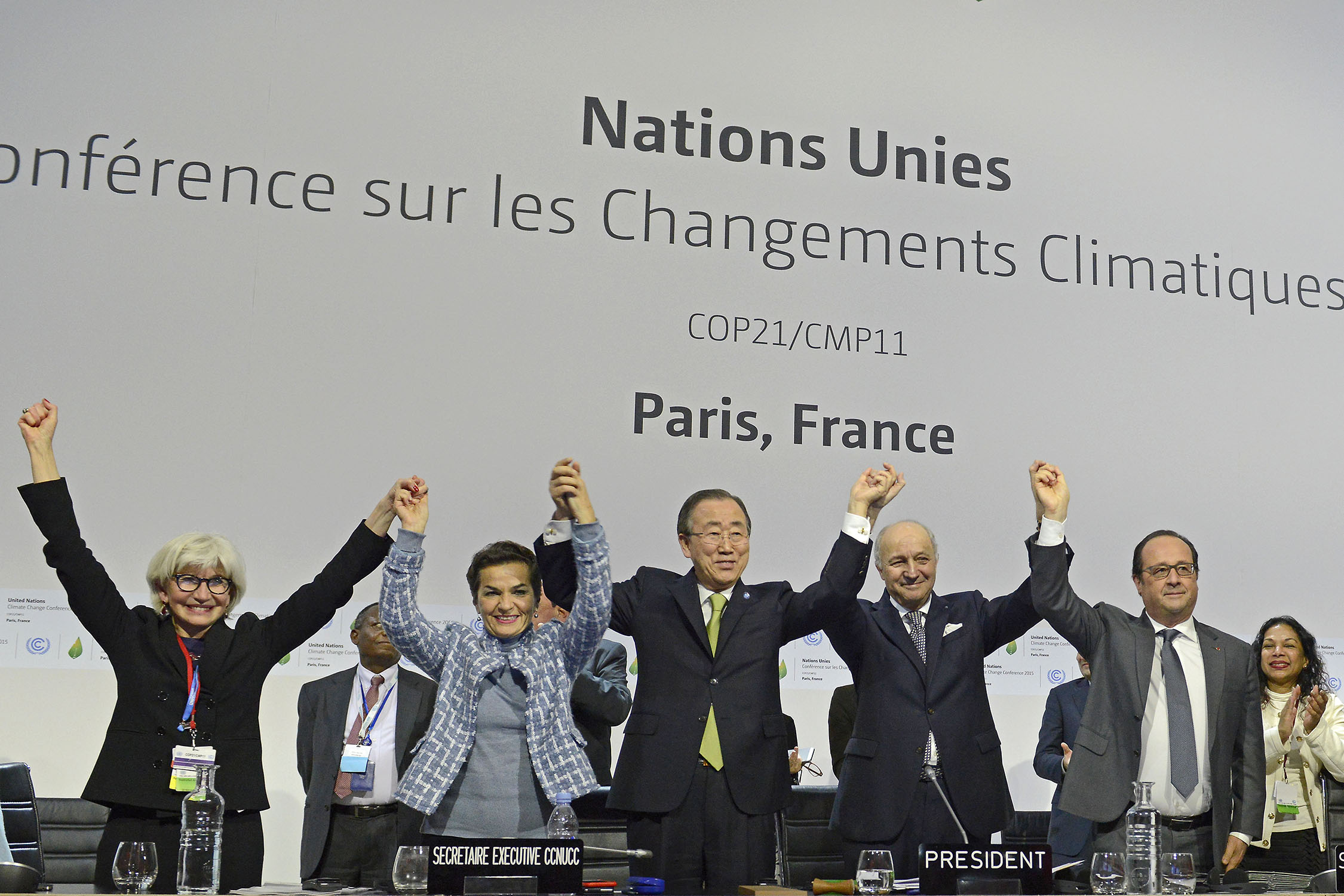
Séance plénière de la COP21 adoptant l’Accord de Paris en 2015.

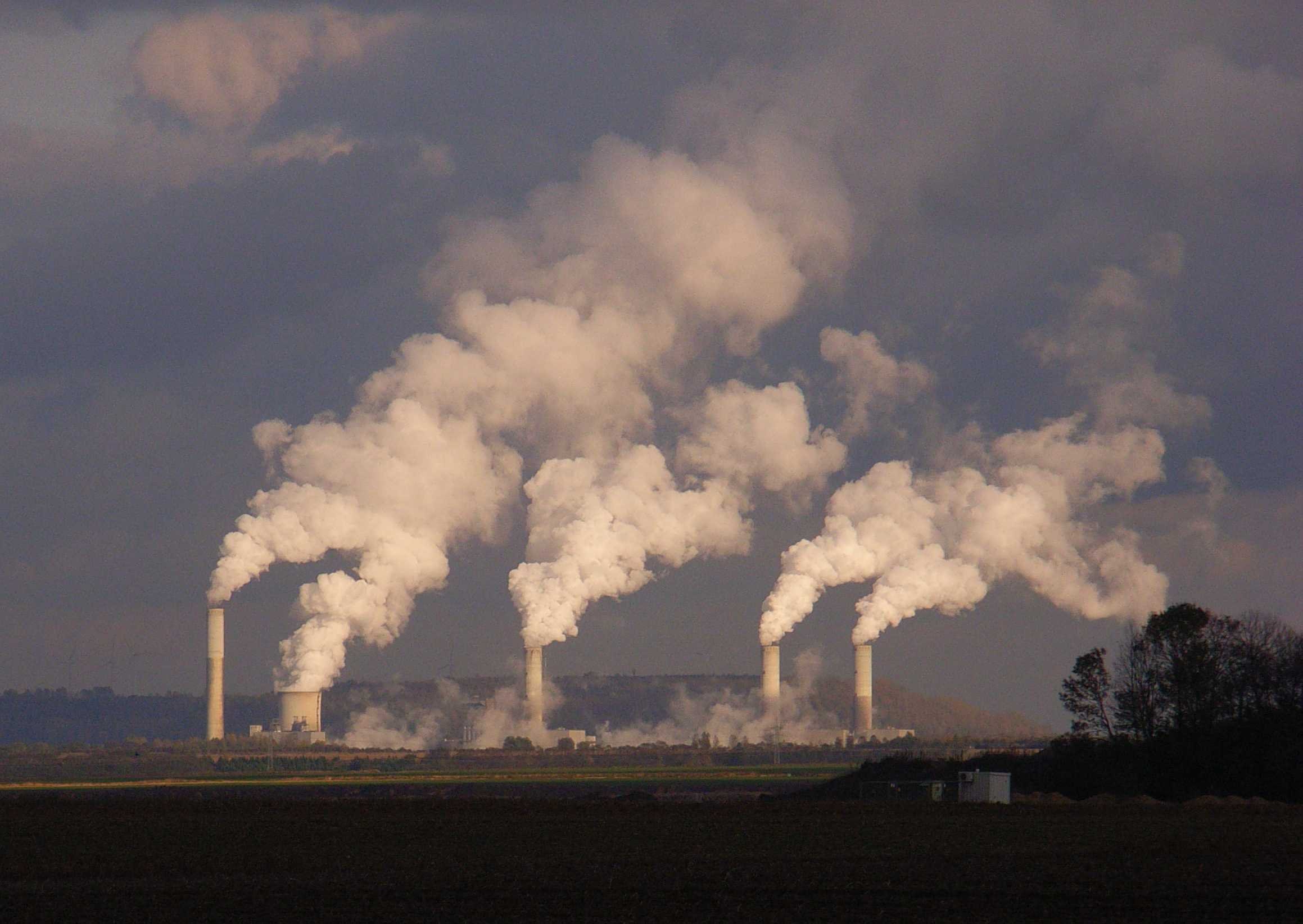
Les combustibles fossiles produisent de l'énergie en émettant des gaz à effet de serre, ce qui cause le dérèglement climatique.

### Droit international sur le climat
Depuis 1992, la Convention-cadre des Nations unies sur les changements climatiques entend stabiliser « les concentrations de gaz à effet de serre dans l’atmosphère à un niveau qui empêche toute perturbation anthropique dangereuse du système climatique »,.
Depuis 2015, l'Accord de Paris sur le climat prévoit de contenir le réchauffement climatique d'ici à 2100 « nettement en dessous de 2 °C par rapport aux niveaux préindustriels et en poursuivant l’action menée pour limiter l’élévation des températures à 1,5 °C ». L'accord précise aussi qu'il « vise à renforcer la riposte mondiale à la menace des changements climatiques, […] notamment en […] rendant les flux financiers compatibles avec un profil d'évolution vers un développement à faible émission de gaz à effet de serre et résilient aux changements climatiques ». Selon le Conseil fédéral, l'Accord de Paris sur le climat « oblige tous les États membres à prendre des mesures de réduction des émissions des gaz à effet de serre, à élaborer une stratégie d’adaptation aux changements climatiques et à orienter les flux financiers de manière favorable au climat ».
En décembre 2020, le secrétaire général des Nations unies António Guterres déclare :

« Il est grand temps [...] de supprimer progressivement le financement des combustibles fossiles et les subventions dont ils bénéficient ; d’arrêter la construction de nouvelles centrales à charbon ; [...] de rendre obligatoire la divulgation des risques financiers liés au climat et d’intégrer l’objectif de neutralité carbone dans toutes les politiques et décisions économiques et budgétaires. Les banques doivent adapter leurs prêts à l’objectif mondial de zéro émission nette et les propriétaires et gestionnaires d’actifs doivent décarboniser leurs portefeuilles. »

## Affaires en lien avec la stratégie nationale bas carbone 2014-2018

### Fondement juridique
La loi du 8 février 1995 prévoit  que le juge peut adresser à une personne morale de droit public ou à un organisme de droit privé chargé de la gestion d'un service public, des injonctions de prendre des mesures d'exécution dans un sens déterminé. Si  le jugement prévoit que la personne morale doit  prendre une nouvelle décision  le tribunal administratif ou la cour administrative d'appel, indique que cette nouvelle décision doit intervenir dans un délai déterminé. Le tribunal, ou la cour, peut assortir  l'injonction d'une astreinte.

### L'«Affaire du siècle»
En mars 2019, quatre ONG (Notre affaire à tous, Greenpeace France, Oxfam France et la Fondation Nicolas Hulot), soutenues par près de 1,8 million de signataires d’une pétition en ligne, engagent une action en justice contre l'État pour dénoncer « l'inaction climatique » de l'État devant la justice,. Le 3 février 2021, le tribunal administratif de Paris condamne l'État pour « carences fautives à mettre en œuvre des politiques publiques lui permettant d'atteindre les objectifs de réduction des émissions de gaz à effet de serre qu'il s'est fixés ». Après supplément d'instruction, le 14 octobre 2021, le tribunal donne raison aux défenseurs de l'environnement de « l'Affaire du siècle ». Il relève en effet que le plafond d’émissions de gaz à effet de serre fixé par le premier budget carbone pour la période 2015-2018 a été dépassé de 62 millions de tonnes « d’équivalent dioxyde de carbone » (Mt CO2eq). L'évaluation du préjudice se faisant à la date du jugement, le tribunal relève que la réduction substantielle des émissions de gaz à effet de serre en 2020, bien que liée de façon prépondérante aux effets de la crise sanitaire de la covid-19 et non à une action spécifique de l’Etat, doit être prise en compte. Il condamne ainsi l'État à la réparation du préjudice constaté de 15 MtCo2eq au plus tard au 31 décembre 2022 au plus tard, sans toutefois assortir cette injonction d’une astreinte,.
Le 14 juin 2023, trois des quatre organisations à l’initiative de l’Affaire du Siècle (Notre Affaire à tous, Greenpeace France et Oxfam France) déposent un nouveau mémoire au tribunal administratif de Paris. Affirmant que l’État n’a pas pris toutes les mesures nécessaires pour réparer le préjudice écologique, elles demandent au tribunal d’exiger de l’État qu’il prenne des mesures supplémentaires et de prononcer une astreinte financière de 1,1 milliard d’euros pour les neuf premiers semestres de retard déjà cumulés (122 millions d’euros pour chaque semestre de retard supplémentaire). Les ONG s’appuient sur la méthode Quinet, du nom d’un haut fonctionnaire ayant publié en 2019 un rapport évaluant « la valeur de l’action pour le climat » à 250 € par tonne de CO2 en 2030. L’objectif de cette démarche est d’obliger le Gouvernement à prendre des mesures structurelles de réduction des émissions de GES,. Par un jugement du 22 décembre 2023, le tribunal administratif de Paris  reconnaît que l’Etat n’a pas complètement réparé, à la date du 31 décembre 2022, le préjudice écologique résultant du dépassement du budget carbone pour la période 2015-2018 mais rejette la demande d’astreinte présentée par les trois ONG requérantes,.
En réaction à ce troisième jugement du tribunal administratif de Paris, les trois ONG requérantes annoncent, le 22 février 2024, qu’elles s’y opposent et qu’elles vont donc saisir le Conseil d'État afin de se pourvoir en cassation contre ce jugement.

### Affaire de Grande-Synthe
Damien Carême, maire écologiste de Grande-Synthe (Nord), annonce le 23 janvier 2019, qu’il engage un recours contre l’État pour « non-respect de ses engagements climatiques » devant le Conseil d'État. Implantée sur un sol argileux, la ville est en effet, selon ses élus, particulièrement vulnérable aux risques liés au réchauffement climatique, notamment de submersion marine et d'inondation. La ville de Paris, la ville de Grenoble, les associations Oxfam France, Greenpeace France, Notre Affaire à Tous, et la Fondation pour la Nature et l'Homme interviennent en soutien de la démarche du maire. En novembre 2020, le Conseil d'État donne trois mois au gouvernement pour prouver que la trajectoire de réduction des gaz à effets de serre pour 2030 (- 40 % par rapport à 1990) pourrait être respectée sans mesures supplémentaires. Le gouvernement fournit des éléments supplémentaires qui ne convainquent toutefois pas le juge du Conseil d'État qui, le 1er juillet 2021, reconnaît l'insuffisance de la politique climatique gouvernementale pour atteindre les objectifs fixés et ordonne à l’État de prendre, d’ici le 31 mars 2022, des mesures supplémentaires pour atteindre ces objectifs de réduction des émissions de gaz à effet de serre. L'État prend acte de cette décision et précise que cet engagement se traduira notamment par les actions suivantes, :
- la publication rapide de l'ensemble des textes d'application de la loi "Climat et Résilience" dès lors que celle-ci aura été adoptée par le Parlement ;
- un engagement politique fort dans l'adoption des nouvelles mesures en cours de discussion au niveau européen et qui couvrent un large champ d'émissions (industrie, transport, aviation, transport maritime). Cet engagement se traduira par une large priorité accordée à la négociation de ce cadre européen lors de la présidence française de l'Union Européenne qui débutera le 1er janvier 2022.

Soutenant que les mesures prises par le Gouvernement ne permettent pas d’assurer l’exécution complète de la décision du 1er juillet 2021, la commune de Grande-Synthe, la ville de Paris, ainsi que les associations Notre Affaire à Tous, Oxfam France, la Fondation pour la nature et l’Homme et Greenpeace France, saisissent de nouveau le Conseil d’Etat, en lui demandant :
- de constater que sa décision du 1er juillet 2021 n'a pas été exécutée à la date du 31 mars 2022 ;
- de prononcer une astreinte à l’encontre de l’État français (pour non-respect de ses objectifs climat) s'il ne justifie pas avoir pris les mesures de nature à assurer l'exécution de la décision du 1er juillet 2021.

Le Conseil d’Etat rend ainsi une nouvelle décision, le 10 mai 2023, dans laquelle il estime que, si des mesures supplémentaires ont bien été prises et traduisent la volonté du Gouvernement d’exécuter la décision, il n’est toujours pas garanti de façon suffisamment crédible que la trajectoire de réduction des émissions de GES puisse être effectivement respectée, notamment en prenant en compte le fait que l'Union Européenne a renforcé son objectif de réduction global pour 2030, en le faisant passer de -40 % à -55 % par rapport à 1990. De ce fait, le Conseil d'État enjoint à la Première Ministre de prendre toutes les mesures supplémentaires utiles pour rendre compatible le rythme de diminution réelle des émissions de GES avec la trajectoire de réduction de ces émissions fixée par les budgets carbone en vue d’atteindre les objectifs de réduction fixés pour 2030 et ce, avant le 30 juin 2024. Aucune astreinte n'est prononcée, l’Etat est toutefois condamné à verser à la commune de Grande-Synthe et à la ville de Paris la somme globale de 4 000 € (soit 2000 € chacune).